# Herb Pleszewa
Herb Pleszewa – jeden z symboli miasta Pleszew i gminy Pleszew w postaci herbu. Najstarszy wizerunek herbowy pochodzi z 1584 roku.

## Wygląd i symbolika
Herb przedstawia w błękitnej tarczy blankowaną wieżę obronną, bez dachu z dwiema strzelnicami i bramą wjazdową, z czterema kulami armatnimi umieszczonymi pod nią. Wieża jest koloru białego (srebrnego), kule koloru żółtego (złotego).